# Capitalització borsària

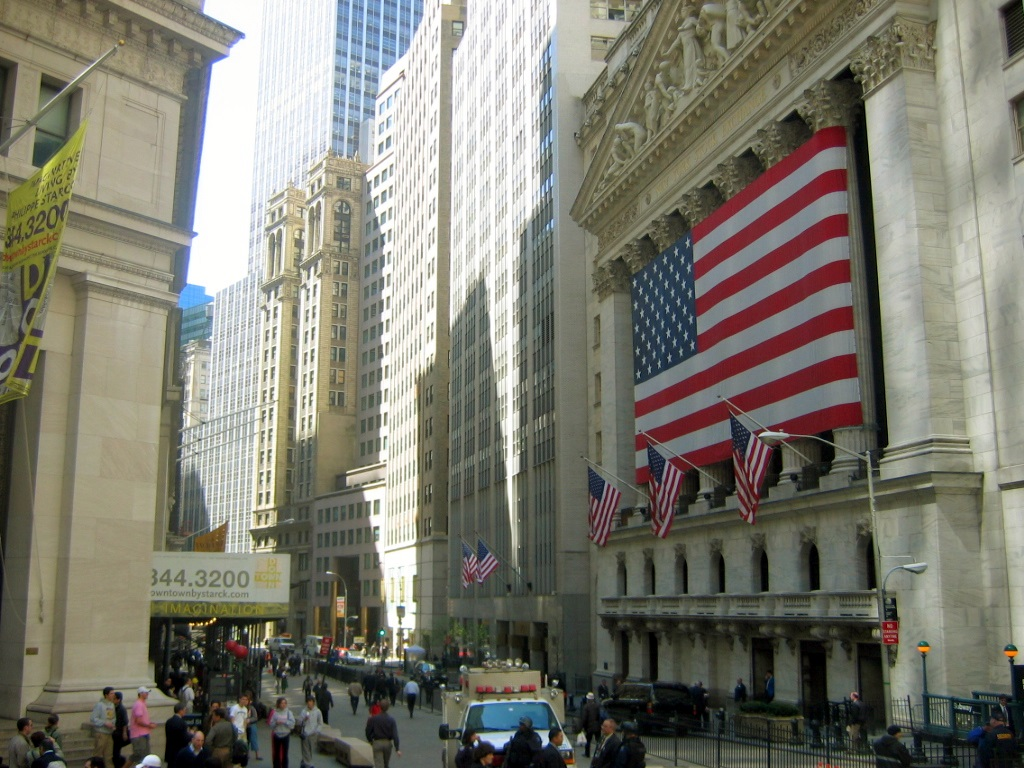
El New York Stock Exchange a Wall Street.

La capitalització borsària (en anglès: market capitalization o market cap) és el valor de mercat del conjunt de les accions en circulació d'una societat per accions.
S'utilitza per classificar la mida relativa de les borses, sent una mesura de la suma de les capitalitzacions borsàries de totes les empreses que cotitzen a cada borsa. La capitalització total de les borses o regions econòmiques es pot comparar amb altres indicadors econòmics (per exemple, l'anomenat indicador Buffett). La capitalització total del mercat de totes les empreses que cotitzaven en borsa el 2020 va ser d'aproximadament 93 bilions de dòlars EUA.
La capitalització borsària ve donada per la fórmula {\textstyle {\text{CB}}=N\times P}, on CB és la capitalització borsària, N és el nombre d'accions ordinàries en circulació i P és el preu de mercat per acció ordinària. No totes les accions en circulació cotitzen al mercat obert. El nombre d'accions que es negocien al mercat obert s'anomena «flotant». És igual o inferior a N perquè N inclou accions que estan restringides per negociar. El «límit de mercat de flotació lliure» utilitza només el nombre flotant d'accions en el càlcul, generalment resultant en un nombre més petit.